# 黑潮新鼬鳚
新鼬魚（学名：Neobythites sivicola），又名黑潮新鼬鳚，为鼬魚科新鼬鳚屬下的一个种。

## 分布
本魚分布於西北太平洋區，包括日本、韓國、中國、台灣、越南海域。该物种的模式产地在日本。

## 深度
水深75至200公尺。

## 特徵
本魚體延長略呈圓柱狀，尾部漸細；頭平滑無棘，口大橫裂，眼大。魚體黃棕色，體側具數列縱向的淡色圓斑。背鰭、臀鰭皆與尾鰭相連；腹鰭呈絲狀，共兩根，胸鰭短，未超過臀鰭起點且無游離鰭條。背鰭軟條93至96枚；臀鰭軟條75至79枚。體長可達25公分。

## 生態
棲息在溫帶的海域，為隱密性的魚類，肉食性，以小魚及小型甲殼類為食。

## 經濟利用
可食用，小魚多為下雜魚，大魚則炒辣椒、薑、蒜頭、九層塔等去腥味。

## 扩展阅读
維基物種上的相關：黑潮新鼬鳚